# Max Rauscher (Politiker)
Max Rauscher (* 15. September 1940) ist ein österreichischer Politiker (SPÖ). Er war Bürgermeister von Hermagor und von 1982 bis 1993 Mitglied der Kärntner Landesregierung.

## Biographie
Max Rauschers politisches Engagement begann 1979 als Gemeinderat von Hermagor, im selben Jahr zog er infolge der Landtagswahl in Kärnten 1979 in den Kärntner Landtag ein. 1981 wurde er in Nachfolge von Rudolf Tillian Bürgermeister der Stadtgemeinde Hermagor, er hatte dieses Amt jedoch nur kurz inne. Als Landesrat Hans Schober im Dezember 1982 aus der Landesregierung Leopold Wagner III ausschied übernahm Max Rauscher dessen Position und trat von seinem Bürgermeisteramt zurück. Bis Mai 1993 gehörte er fünf Kärntner Landesregierungen an, wobei er im Lauf der Jahre für die Bereiche Umwelt, Gemeinden, Krankenanstalten, Personal, Nationalpark, Hochbau, Finanzen, Wasserbau sowie Ländliches Wegenetz zuständig war. Zu seinen größten Verdiensten zählt die Realisierung des Nationalparks Hohe Tauern. Die letzten Jahre seines Wirkens in der Landespolitik waren zunehmend vom Aufstieg Jörg Haiders und dem damit verbundenen rauheren politischen Ton geprägt. Bei der Landtagswahl in Kärnten 1989 hatte die SPÖ die absolute Mehrheit verloren. Ein entscheidender Faktor dabei war der ab 1986 aufkommende Skandal um die gescheiterte Sanierung des in Landesbesitz befindlichen Zellstoffwerks Magdalen, eine undurchsichtige Verflechtung aus Parteibuch- und Privatwirtschaft (in Form des Unternehmers Hans Peter Haselsteiner), die mit einem schweren finanziellen Verlust des Landes endete. 1990 entging Rauscher als damals zuständiger Umweltreferent (das sanierte Werk konnte unter anderem wegen überhöhter Schwefeldioxidwerte nicht in Betrieb gehen) einer Anklage, die ÖVP und FPÖ gegen ihn beim Verfassungsgerichtshof eingebracht hatten. Auch die Verantwortung an der schlechten finanziellen Situation des Landes blieb Objekt gegenseitiger Schuldzuweisungen. Max Rauscher zog sich 1993 mit der Begründung „Die Handschlag-Qualität ist ausgestorben“ aus der Politik zurück.
Ab 1994 war er an der Errichtung der Bergbahnen von Tröpolach bei Hermagor auf das Schigebiet Nassfeld und auch an der Entwicklung des Nassfeldes auf italienischer Seite in Pontebba beteiligt. Von 2000 bis 2005 war er ehrenamtlicher Bezirksstellenleiter des Roten Kreuzes in Hermagor. Er ist Ehrenbürger der Stadtgemeinde Hermagor und weiterhin im Aufsichtsrat der Bergbahnen Nassfeld Pramollo AG tätig.
Max Rauscher war verheiratet mit Gerda († 2012) und ist Vater eines Sohnes Christian (* 1966) und einer Tochter Astrid (* 1968). Er lebt in Obervellach bei Hermagor.